# Kafula Ngoie
Kafula Ngoie (Congo Belga, 11 de noviembre de 1945) es un exfutbolista de República Democrática del Congo que jugaba en la posición de centrocampista.

## Carrera

### Club
Ejerció toda su carrera en el TP Mazembe de 1962 a 1975, con el que fue campeón de liga en tres ocasiones, ganó dos copas nacionales y ganó en dos ocasiones la Copa Africana de Clubes Campeones.

### Selección nacional
Jugó para Zaire en ocho ocasiones de 1970 a 1974, participó en la Copa Mundial de Fútbol de 1974 y ganó la Copa Africana de Naciones 1974.

## Logros

### Club
- Linafoot (3): 1966, 1967, 1969
- Copa de Zaire (2): 1966, 1967
- Copa Africana de Clubes Campeones (2): 1967, 1968

### Selección nacional
- Copa Africana de Naciones (1): 1974